# Eleccions parlamentàries finlandeses de 1929
Les eleccions parlamentàries finlandeses del 1929 es van celebrar els dies 1 i 2 de juliol de 1929. El partit més votat fou el socialdemòcrata, però van obtenir més escons els agraris i es formà un govern dirigit per Kyösti Kallio com a primer ministre de Finlàndia.

## Resultats
|                       |                                                                 |           |        |          |     |  |
| Partit                | Partit                                                          | Vots      | %      | Escons   | +/– |  |
|                       | Lliga Agrària                                                   | 248,762   | 26.15  | 60 / 200 | 8   |  |
|                       | Partit Socialdemòcrata                                          | 260,254   | 27.36  | 59 / 200 | 1   |  |
|                       | Partit de la Coalició Nacional                                  | 138,008   | 14.51  | 28 / 200 | 6   |  |
|                       | Org. Electoral de Treballadors Socialistes i Petits Agricultors | 128,164   | 13.47  | 23 / 200 | 3   |  |
|                       | Partit Popular Suec                                             | 108,886   | 11.45  | 23 / 200 | 1   |  |
|                       | Partit Nacional Progressista                                    | 53,301    | 5.60   | 7 / 200  | 3   |  |
|                       | Partit dels Petits Agricultors                                  | 10,154    | 1.07   | 0 / 200  | Nou |  |
|                       | Partit dels Pagesos - Partit Popular Camperol                   | 1,258     | 0.13   | 0 / 200  | Nou |  |
|                       | Altres                                                          | 2,483     | 0.26   | 0 / 200  | =   |  |
| Total                 | Total                                                           | 951,270   | 100    | 200      | =   |  |
|                       |                                                                 |           |        |          |     |  |
| Vots vàlids           | Vots vàlids                                                     | 951,270   | 99.47  |          |     |  |
| Invàlids / en blanc   | Invàlids / en blanc                                             | 5,026     | 0.53   |          |     |  |
| Vots totals           | Vots totals                                                     | 956,296   | 100.00 |          |     |  |
| Votants Registrats    | Votants Registrats                                              | 1,719,567 | 55.61  |          |     |  |
| Font: Nohlen & Stöver |                                                                 |           |        |          |     |  |